# Eugene O'Neill
Pour les articles homonymes, voir O'Neill.
 (août 2019).
Si vous disposez d'ouvrages ou d'articles de référence ou si vous connaissez des sites web de qualité traitant du thème abordé ici, merci de compléter l'article en donnant les références utiles à sa vérifiabilité et en les liant à la section « Notes et références ».
Œuvres principales
- Derrière l’horizon
- Désir sous les ormes
- Le deuil sied à Électre
- Le Long Voyage vers la nuit

Eugene Gladstone O'Neill, né le 16 octobre 1888 à New York et mort le 27 novembre 1953 à Boston, dans l'État du Massachusetts) est un poète et dramaturge américain, d'ascendance irlando-américaine.
En 1920, Eugene O'Neill est le récipiendaire du prix Pulitzer de l'œuvre théâtrale pour sa pièce Derrière l'horizon.
Eugene O'Neill est à nouveau récipiendaire du prix Pulitzer de l'œuvre théâtrale en 1922 pour sa pièce Anna Christie (en), en 1928 pour Strange Interlude (en) et en 1957 pour Long Day's Journey into Night traduite en français sous le titre de Le Long Voyage vers la nuit.
En 1936, Eugene O'Neill est le récipiendaire du prix Nobel de littérature.
Eugene O'Neill a introduit dans le théâtre américain le style dit du réalisme, il est associé à d'autres dramaturges comme Anton Tchekhov, Henrik Ibsen, et August Strindberg et à des romanciers américains tels que Frank Norris, Stephen Crane et Theodore Reiser.
Généralement, ses écrits impliquent des personnages vivant en marge de la société, luttant pour maintenir leurs espoirs et aspirations, mais glissant finalement dans la désillusion et le désespoir.
Eugene O'Neill est le seul américain à prendre place parmi les grands dramaturges du XX° siècle.

## Biographie

### Jeunesse et formation

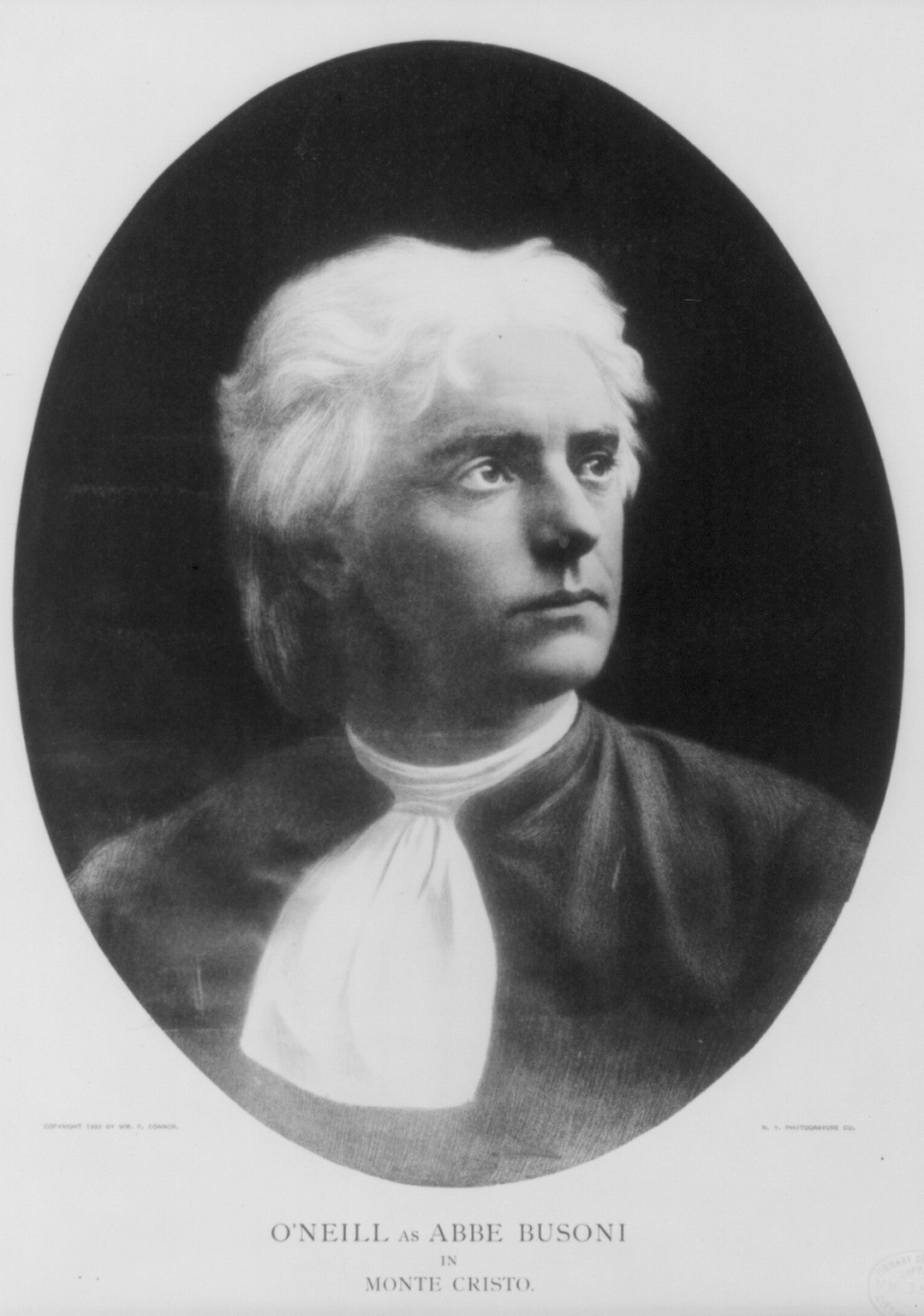
Portrait de James O'Neill, dans le rôle de l'Abbé Busoni personnage du roman Le comte de Monte Cristo.

Eugene O'Neill est né le 16 octobre 1888 dans une chambre du Barrett House, une résidence hôtelière de New York, il est le troisième fils d'une fratrie composée de trois garçons et de six filles issus de l'union de l'acteur de théâtre et de cinéma américain d'origine irlandaise, James O'Neill et de Mary Ellen Quinlan connue sous le nom de Ella O'Neill (en), elle aussi d'ascendance irlandaise,,,.
James O'Neill est un acteur shakespearien de référence, un héritier de l'acteur Edwin Booth, qui s'est fait connaitre par l'adaptation du roman Le comte de Monte-Cristo d'Alexandre Dumas,.
Elsa O'Neil est élevée dans un milieu particulièrement protégé. Elle suit ses études au sein d'un établissement catholique, où elle se fait remarquer pour sa dévotion, voire son mysticisme. Elle y reçoit une médaille pour récompenser ses aptitude de jeune pianiste. Son entourage s'attend à ce qu'elle devienne une nonne mais elle tombe amoureuse de James O'Neil qu'elle épouse. Elle suit son époux durant ses tournées théâtrales, ce qui lui fait adopter un style de vie de nomade particulièrement agitée,.

#### Drame familial et confusion
Eugene O'Neill a pour frère aîné, Jamie O'Neill né en 1878 et Edmond Burke O'Neill décédé des suites de la rougeole. Tragédie qui affecte profondément Ella O'Neill. Eugene O'Neill grandit en se demandant s'il n'est pas un enfant de substitution, pour remplacer son frère défunt,.

#### Carences affectives
Pour calmer les douleurs persistantes d'Ella O'Neill consécutives à la naissance de son fils Eugene, il lui est prescrit de la morphine dont elle devient dépendante. Cette addiction la détourne de ses enfants, elle confie leur éducation à une nourrice d'origine cornique, Sarah Jane Bucknell Sandy. Cela dit il est à supposer qu'avant Eugene O'Neill fut nourri au sein maternel et le lait contenait de la morphine. En effet, selon les dires de la famille, Eugene O'Neill se montrait particulièrement nerveux, agité après une tétée prise au sein de sa mère. Cette carence de liens maternels perturbe profondément Eugene O'Neill, cela durant toute sa vie, notamment par le fait qu'il sera misogyne, incapable de lier une relation affective durable avec une femme,,.
À l'âge de deux ans, Eugene O'Neill a failli mourir de la fièvre typhoïde. Durant son enfance, il est de santé chétive, avec des troubles associés au rachitisme, il a des troubles digestifs comme des coliques fréquentes, alors que son frère Jamie O'Neill est d'une santé éclatante

#### Sarah Sandy et scolarité
Avant qu'il ne soit en âge de scolarisation, Eugene O'Neill accompagne les tournées de ses parents. Avec une pause, lors de chaque été, Eugene O'Neill accompagné de Sarah  Sandy et ses parents résident dans leur cottage le Monte Cristo Cottage à New London dans l'État du Connecticut.
Grâce à Sarah Sandy, Eugene O'Neill visite des musées, des zoos, elle lui fait découvrir Charles Dickens, lui lit quotidiennement des Penny dreadful, amatrice d'histoire sensationnaliste, comme les meurtres de Jack l'éventreur, elle emmène Eugene O'Neill visiter des musées de cire où sont exposés des criminels, elle lui lit aussi des articles narrant les derniers méfaits de meurtriers et d'empoisonneurs qui défraient la chronique,.
Quand il atteint à l'âge de sept ans, il suit sa scolarité primaire au sein d'un internat éloigné de New York afin qu'il ne puisse voir la dépendance de sa mère. Cette vie en pension l'éloigne de Sarah Sandy, malgré tout il passe les Noëls et les vacances scolaires auprès d'elle. Ces temps avec elle permet au jeune Eugene O'Neill de se faire une image idéalisée de la mère via Sarah, ainsi quand il s'approche de sa mère, c'est avec beaucoup de prudence, d'empathie, envers une personne fragile, délaissée par son époux. La séparation de Sarah Sandy génère une haine envers son père, haine qui perturbe, entre autres, le développement affectif du  jeune Eugene O'Neill, or son père l'a envoyé en pension pour l'éloigner de sa mère et de son addiction. Seul, il est effrayé et se réfugie dans le monde imaginaire des livres,.
Cela dit, en 1903, alors qu'il a quinze ans Eugene O'Neill découvre l'addiction de sa mère, ce qui le traumatise et entraîne le rejet de sa foi catholique.

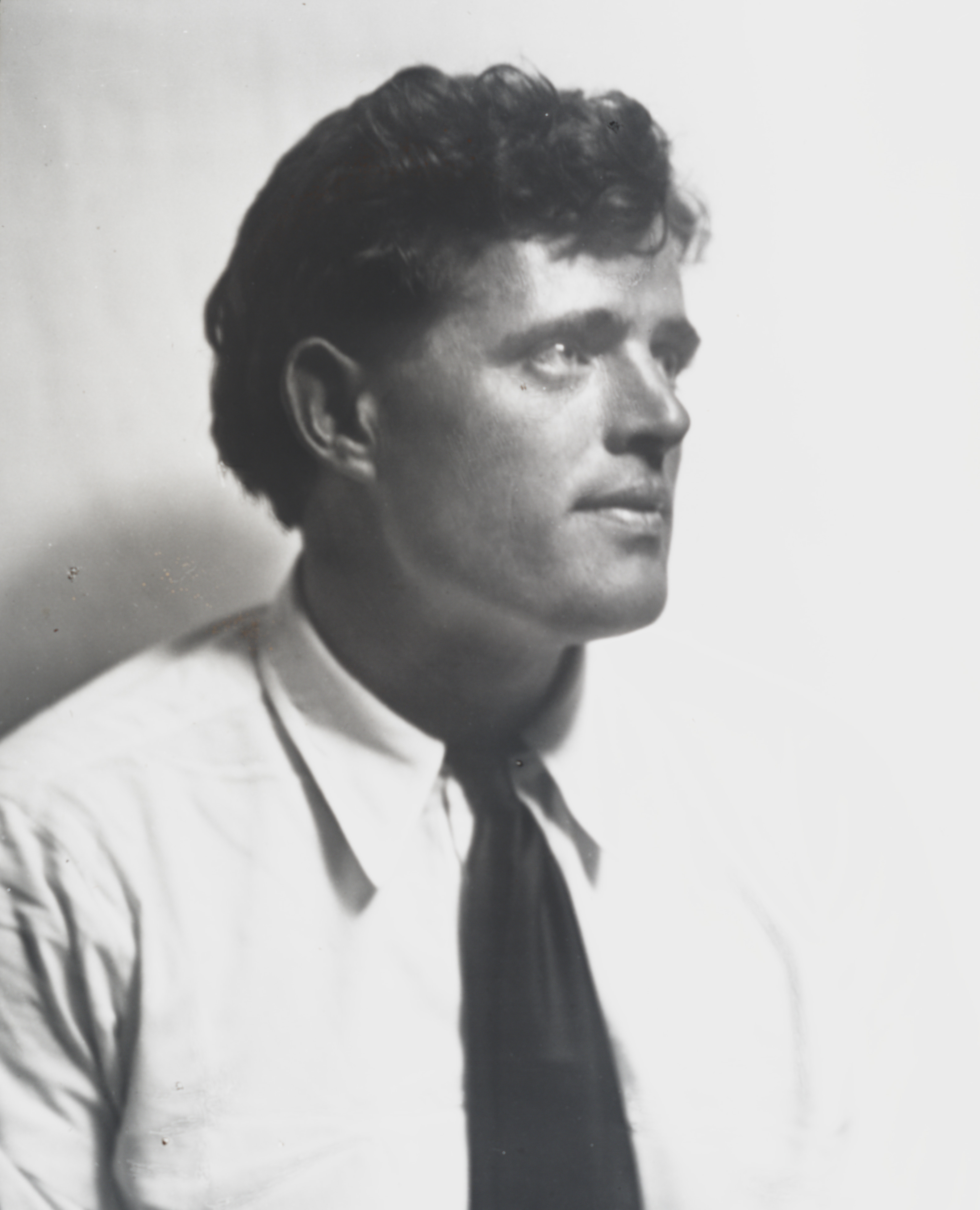
Portrait photographique de Jack London.

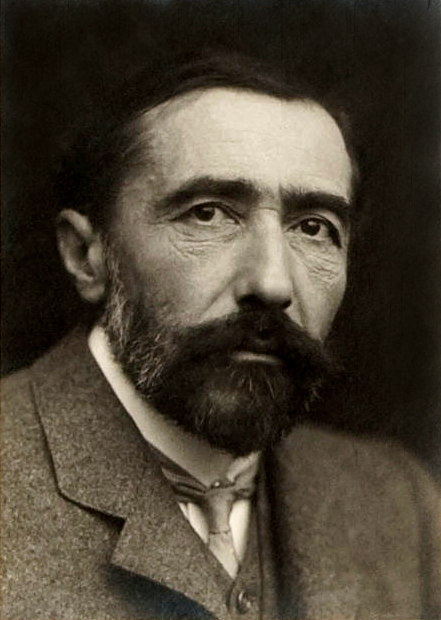
Portrait photographique de Joseph Conrad pris en 1904.

Puis, Eugene O'Neill suit ses études secondaires de 1895 à 1900 dans un internat, le Mount Saint Vincent, devenu le College of Mount Saint Vincent, le 16 octobre 1900 il entre au De La Salle Institute (Manhattan) (en), une institution catholique dirigée par les Frères chrétiens, puis en 1906, il entre à la Betts Academy (en), une école préparatoire située à Stamford dans le Connecticut. À la Betts Academy, Eugene O'Neill étudie le latin, le français, le grec ancien, l'histoire de Rome et passionne pour les tragédies grecques, il découvre également les œuvres de Tolstoï, Dostoïevski, Oscar Wilde, Kipling et de nombreux romanciers français, enfin il est fasciné par les romans de Joseph Conrad et de Jack London, récits qui le font rêver, lui donnent l'envie de prendre la mer pour des aventures lointaines,,.
À la fin de l'année 1906, Eugene O'Neil est accepté à l'université de Princeton, où il étudie très peu mais passe son temps à boire, il se fait expulser au bout de deux semestres,.

### Carrière
Associé à une troupe de théâtre amateur, les Provincetown Players, qui joue plusieurs de ses premières pièces, Eugene O'Neill est également employé par le New London Telegraph, il écrit ses sept ou huit premières pièces. Il décide de se vouer à l'écriture de pièces à plein temps après son expérience désastreuse chez Gaylord Farms Sanatorium, où il contracte la tuberculose.
Pendant les années 1910, Eugene O'Neill est un habitué de la scène littéraire de Greenwich Village, où il se lie avec beaucoup d'hommes politiques, le plus connu étant John Reed, fondateur du parti communiste américain. Dans le même temps, Eugene O'Neill a une relation romantique avec la femme de Reed, l'écrivaine Louise Bryant. Eugene O'Neill a d'ailleurs été incarné par Jack Nicholson dans le film de 1981, Reds, sur la vie de John Reed, où il sert de voix à l'anti-communisme et à la « sobriété » dans le film.
En 1929, Eugene O'Neill s'installe dans la vallée de la Loire, au château du Plessis à Saint-Antoine-du-Rocher, Indre-et-Loire. Puis, en 1937, il déménage à Danville, en Californie et y a vécu jusqu'en 1944. Sa maison, connue sous le nom de Tao House, est aujourd'hui un musée, le Eugene O'Neill National Historic Site.
La première représentation d'une pièce d'O'Neill, Beyond the Horizon (Derrière l'horizon), à Broadway en 1920, est acclamée, et récompensée par le Prix Pulitzer. Ses pièces les plus connues sont Desire Under the Elms, Strange Interlude pour laquelle il remporte un second prix Pulitzer, Le deuil sied à Électre, et sa seule comédie Impétueuse Jeunesse (Ah, Wilderness!), une mélancolique réécriture de l'enfance qu'il aurait souhaitée. En 1936, il reçoit le prix Nobel de littérature. Après une pause d'une dizaine d'années, O'Neill écrit Le marchand de glace est passé (The Iceman Cometh), pièce qui connaît un succès immédiat en 1946. L'année suivante Une lune pour les déshérités (A Moon for the Misbegotten) est un échec, cette pièce ne sera reconnue comme étant sa meilleure œuvre qu'une décennie plus tard.

### La fin
Après avoir souffert de multiples problèmes de santé (alcoolisme compris) pendant de nombreuses années, O'Neill doit finalement faire face à la maladie de Parkinson, avec des tremblements dans les mains qui lui rendent impossible l'écriture pendant les dix dernières années de sa vie. Il a essayé la dictée, mais s'est trouvé incapable de composer de cette façon.
O'Neill décède à l'âge de 65 ans, des suites de la maladie de Parkinson, dans la chambre 401 de l'hôtel Sheraton de Boston, le 27 novembre 1953. O'Neill est enterré dans le cimetière de Forest Hills à Jamaica Plain, Massachusetts.

### Vie personnelle

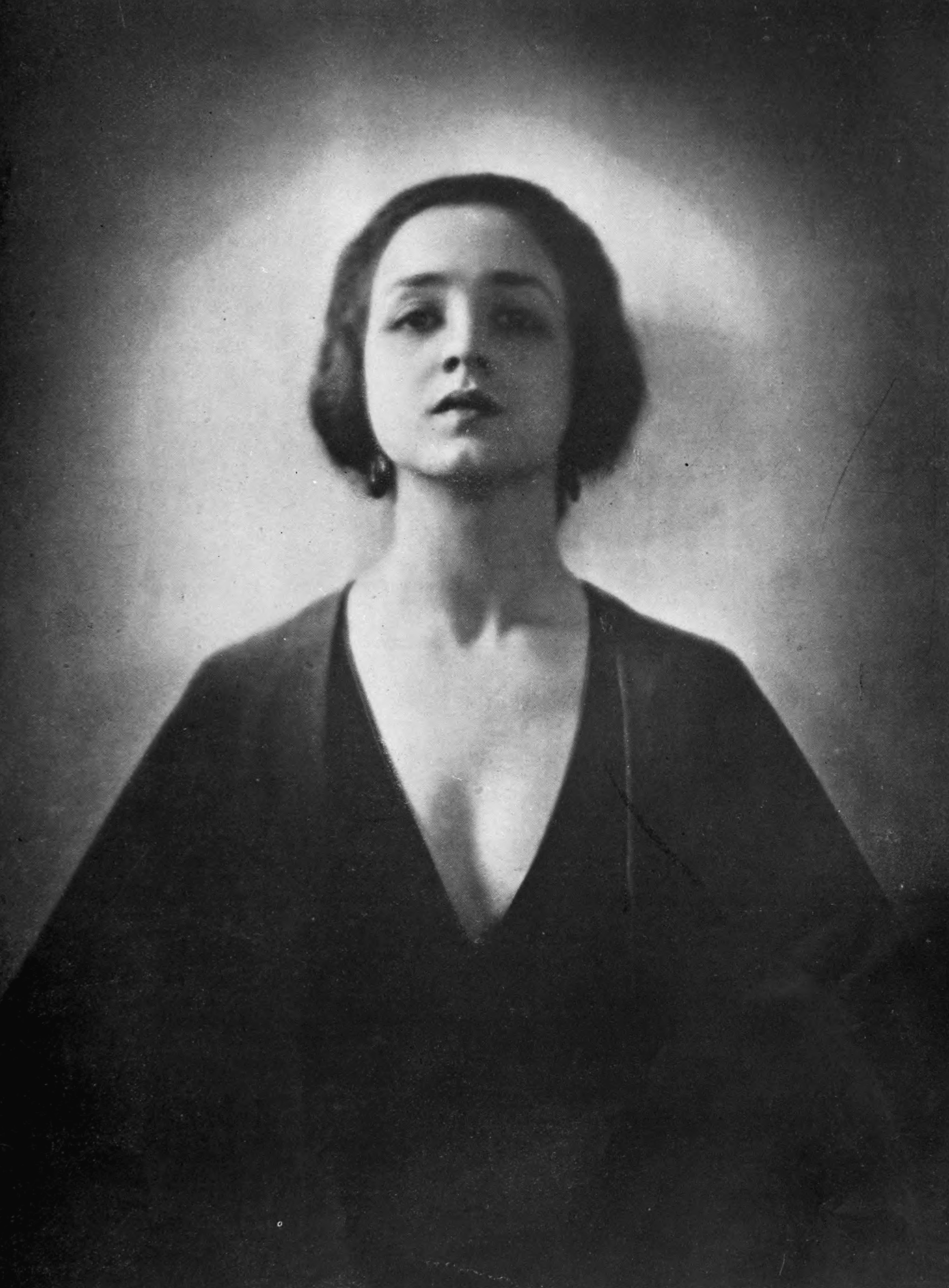
Carlotta Monterey photographiée par Maurice Goldberg

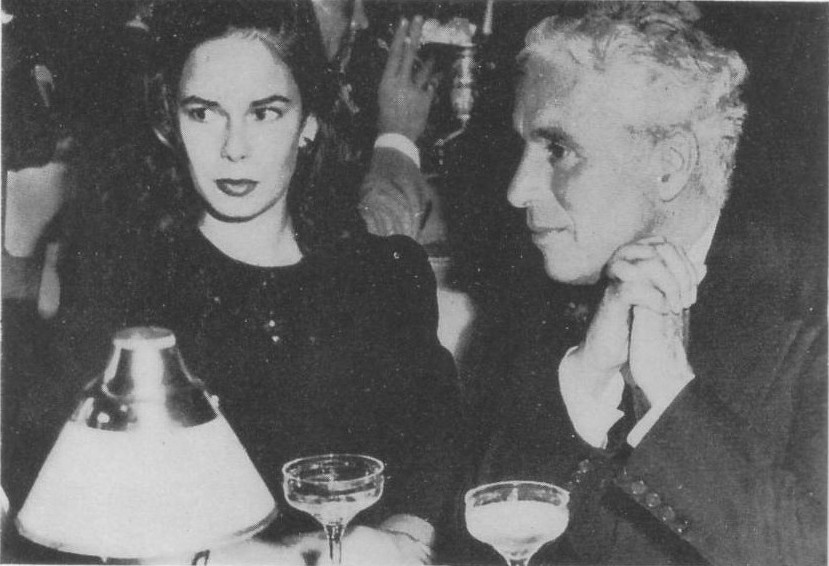
Photographie prise à Hollywood en 1944 où figurent Oona O'Neill en compagnie de Charlie Chaplin.

O'Neill épouse l'actrice Carlotta Monterey (en) (1888-1970) en troisièmes noces. Bien que durant les premières années de leur mariage, elle ait organisé sa vie, lui permettant de se consacrer à l'écriture, elle sombre dans la dépendance au bromure de potassium, leur couple se détériore, vivant un certain nombre de séparations.
En 1943, O'Neill désavoue sa fille Oona O'Neill, née de sa deuxième épouse Agnes Boulton (en) (1891-1968), pour son mariage, le 16 juin 1943, avec l'acteur-réalisateur-producteur Charlie Chaplin alors qu'elle vient d'avoir 18 ans et lui, 54 ans. Il ne l'a jamais revue.
Il prend également ses distances avec ses fils, Eugene O'Neill Jr. (en), spécialiste des lettres classiques de Yale qui souffre d'alcoolisme, et se suicide en 1950 à l'âge de 40 ans, et Shane O'Neill, souffrant de dépendance à l'héroïne qui se suicide lui aussi.

### Testament
Bien que ses instructions écrites stipulent que ses œuvres ne deviennent pas publiques durant les 25 années suivant sa mort, Carlotta Monterey arrange sa pièce autobiographique, en 1956, Le Long Voyage vers la nuit (Long Day's Journey Into Night) pour la publication. Cette pièce remporte immédiatement un immense succès critique, et est à présent considérée comme sa plus belle pièce. D'autres œuvres publiées après sa mort incluent A Touch of the Poet (1957) et More Stately Mansions (1967).

## Récompenses
- 1920 : Prix Pulitzer de l'œuvre théâtrale pour Derrière l'horizon
- 1922 : Prix Pulitzer de l'œuvre théâtrale pour Anna Christie
- 1928 : Prix Pulitzer de l'œuvre théâtrale pour Étrange Intermède
- 1936 : Prix Nobel de littérature
- 1957 : Prix Pulitzer de l'œuvre théâtrale (à titre posthume) pour Le Long Voyage vers la nuit

## Œuvres

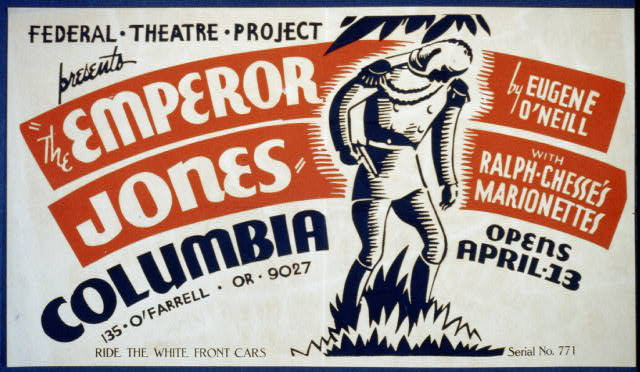
Affiche de l'adaptation de The Emperor Jones.

### Théâtre
- En route vers Cardiff  (Bound East for Cardiff) 1916
- La Lune des Caraïbes et autres drames de la mer (The Moon of the Caraibbees and other Plays of the Sea) 1917
- Derrière l’horizon (Beyond the Horizon) 1920
- Empereur Jones (Emperor Jones) 1920
- Le Singe velu (The Hairy Ape) 1922
- Anna Christie (en) 1922
- Enchaînés (Welded) 1923
- La Fountaine (The Fountain) 1923
- Tous les enfants du Bon Dieu ont des ailes (All God's Chillun Got Wings) 1924
- Marco Millions 1923-1925
- Désir sous les ormes (Desire Under the Elms) 1925
- Le Rire de Lazare (Lazarus Laughed) 1925-1926
- Le Grand Dieu Brown (The Great God Brown) 1926
- Hughie 1928
- Étrange Intermède (Strange Interlude) 1928
- Dynamo 1929
- Le deuil sied à Électre (Mourning Becomes Electra) 1931
- Ah, Solitude ! (Ah, Wilderness!) 1933
- Jours sans fin (Days Without End) 1933
- Le marchand de glace est passé (The Iceman Cometh), pièce écrite en 1939, première présentation en 1946
- Le Long Voyage vers la nuit ou Voyage du jour à la nuit (Long Day's Journey Into Night), pièce achevée en 1941, première présentation en 1956
- Une lune pour les déshérités (A Moon for the Misbegotten) 1943
- La Marque du poète (A Touch of the Poet), écrite en 1942, première présentation en 1957 à Stockholm, puis en 1958 à Broadway
- More Stately Mansions, deuxième brouillon trouvé dans les papiers d’O'Neill, première présentation en 1967
- The Calms of Capricorn, pièce publiée en 1983

### Compilations
- The Plays of Eugene O'Neill, vol. 1, New York, Modern Library (réimpr. 1948, 1954, 1982) (1re éd. 1941), 733 p. (ISBN 9780394608051, lire en ligne), p. 9-77,

### Adaptations
- La pièce Le Long Voyage vers la nuit a été adaptée au cinéma par Sidney Lumet en 1962 sous le titre Long Voyage vers la nuit.
- La pièce Le marchand de glace est passé a été adaptée au cinéma par John Frankenheimer en 1973 sous le titre The Iceman Cometh.
- La pièce Embrasser les ombres de Lars Norén met en scène Eugene O'Neill dans les dernières années de sa vie, lors d'une réunion de famille avec sa femme Carlotta et ses deux fils, Eugene Jr et Shane.